# Морские собачки
Морские собачки (лат. Blennius) — род лучепёрых рыб семейства собачковых (Blenniidae). Распространены в восточной части Атлантического океана, встречаются в Средиземном море. 

## Виды
Ранее около 169 видов были отнесены к роду Blennius. В настоящее время подтверждены из них только 2 вида: 
- Blennius normani
- Blennius ocellaris — Морская собачка-бабочка